# Iakov Sinai
Iakov Grigorevitch Sinai (em russo:  Яков Григорьевич Синай; Moscou, 21 de setembro de 1935) é um matemático russo.
Obteve numerosos resultados pioneiros na teoria de sistemas dinâmicos, em física matemática e na teoria da probabilidade. Sobretudo o seu engenho e conhecimentos de vanguarda moldaram a moderna teoria métrica dos sistemas dinâmicos. Sinai foi o principal artífice da maioria das pontes que conectam o mundo de sistemas deterministas (dinâmicos), com o mundo dos sistemas probabilísticos (estocásticos). 

## Biografia
Sinai nasceu em Moscou, numa família proeminente na vida científica e cultural da Rússia desde o século XIX. Seu avô, Veniamin Kagan, foi um dos mais famosos geómetras da Rússia, e os pais de Sinai foram destacados investigadores nas ciências médico-biológicas.
Yakov Sinai recebeu o seu doutorado na Universidade Estatal de Moscovo em 1960, orientado por Andrei Kolmogorov. Em 1971 foi professor na Universidade Estatal de Moscovo e um alto investigador do Instituto Landau de Física Teórica. Desde 1993 é professor de matemática na Universidade de Princeton.
Sinai é membro da Academia Nacional de Ciências, Academia de Ciências da Rússia e outros. Entre os galardões que recebeu contam: a Medalha Boltzmann (1986), Medalha Dirac (1992), Prêmio Dannie Heineman de Física Matemática (1989), Prêmio Nemmers de Matemática (2002), Prêmio Wolf de Matemática (1997), Prêmio Abel (2014).
Sinai criou uma grande e influente escola científica. Entre seus alunos estão os membros de alguns academias líderes e alguns premiados dos mais prestigiosos prémios nas matemáticas. Seu inovador, muito original e criativo estilo penetra não só seus documentos e conferências, mas também seus numerosos livros que focam os temas clássicos como, por exemplo, teoria da probabilidade, sempre há novos capítulos que estendem os pontos de vista tradicionais sobre as fronteiras e conteúdo da área.